# Rödberget i Åsele
Rödberget i Åsele este o arie protejată (arie specială de conservare — SAC, sit de importanță comunitară — SCI) din Suedia întinsă pe o suprafață de 38,2 ha, integral pe uscat.

## Localizare
Centrul sitului Rödberget i Åsele este situat la coordonatele 64°16′42″N 17°03′00″E / 64.2783°N 17.0501°E.

## Înființare
Situl Rödberget i Åsele a fost declarat sit de importanță comunitară în ianuarie 1997 pentru a proteja un număr necunoscut de specii din flora spontană și fauna sălbatică aflate în arealul zonei. Situl a fost protejat și ca arie specială de conservare în martie 2011.

## Biodiversitate
Situată în ecoregiunea boreală, aria protejată conține 2 habitate naturale: Taiga vestică, Păduri fino-scandinave bogate în ierburi cu Picea abies.
La baza desemnării sitului se află un număr nedeclarat de specii protejate.